# Спящая царевна

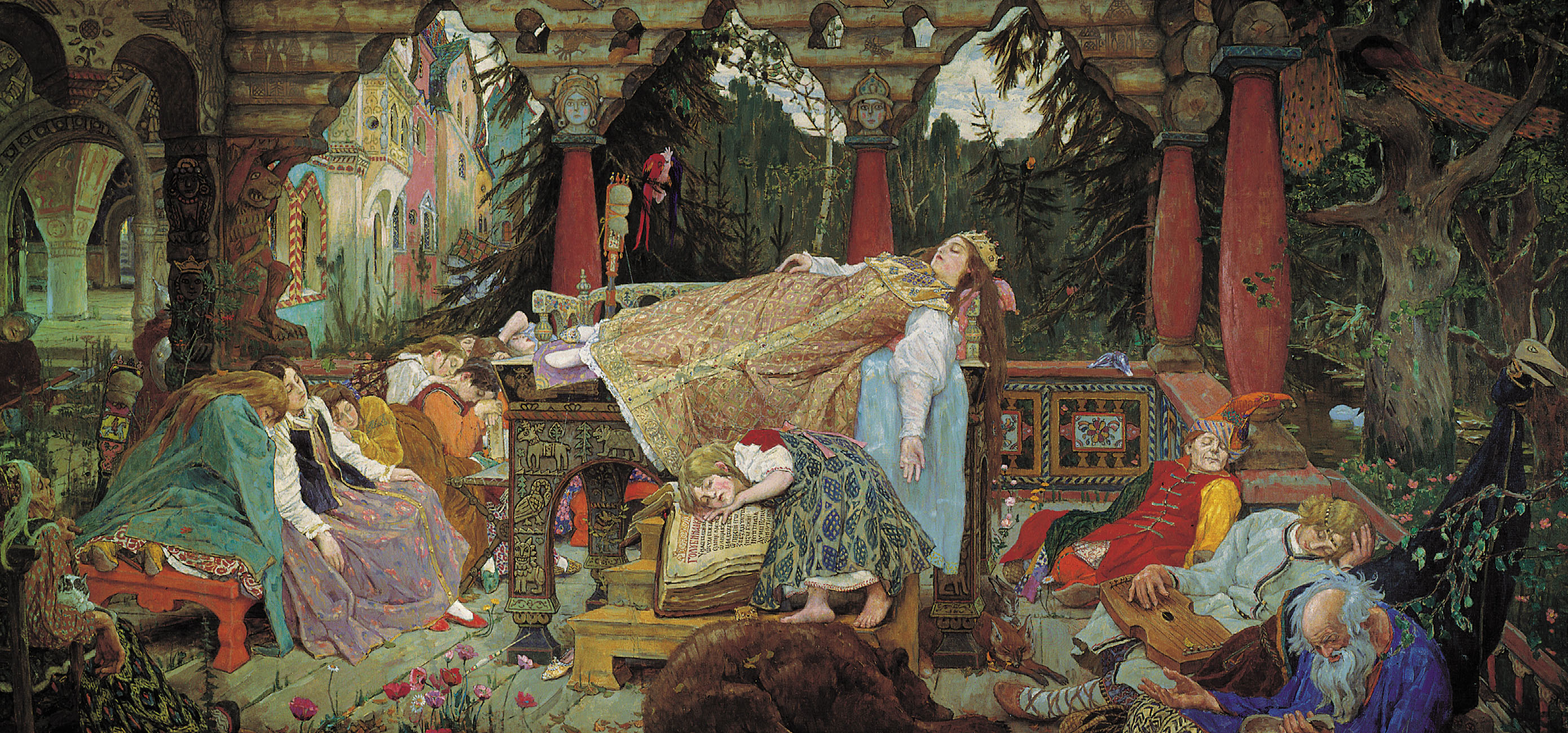
Картина В. Васнецова «Спящая царевна»

«Спя́щая царе́вна» — литературная сказка В. А. Жуковского, написанная 26 августа — 12 сентября 1831 года в Царском селе. Является самостоятельным авторским литературным произведением, написанным по мотивам сюжета немецкой народной сказки «Царевна-шиповник» (нем. Dornröschen), которую он нашёл у братьев Гримм, и французской «Красавица, спящая в лесу» (фр. La Belle au Bois Dormant), обработанной Шарлем Перро. Впервые сказка напечатана в журнале «Европеец», 1832, № 1, январь, стр. 24—37, под заглавием «Сказка о спящей царевне».

## История создания
Лето 1831 года Жуковский и Пушкин проводили в Царском Селе. Там они вступили в своеобразный спор: кто лучше напишет сказку, по стилю напоминающую русскую народную. Об этой стороне жизни двух поэтов Гоголь, находившийся вместе с ними, вспоминал: «Всё лето я прожил в Павловском и в Царском Селе… Почти каждый вечер собирались мы — Жуковский, Пушкин и я. Сколько прелестей вышло из-под пера сих мужей! У Пушкина… сказки русские народные… у Жуковского тоже русские народные сказки… Чудное дело! Жуковского узнать нельзя».
Жуковский в тот год создал «Сказку о царе Берендее» и «Спящую царевну», Пушкин — «Сказку о царе Салтане».

## Сюжет
У царя с царицей долго не было детей, а потом родилась долгожданная дочь. В честь рождения маленькой царевны начинается большой пир, на который пригласили 11 из 12 волшебниц, живших в царстве. Двенадцатая, которую не пригласили, сильно обиделась. Когда волшебницы желали царевне всяких благ, явилась 12-я и предрекла смерть царевны в 16 лет от сильного укола веретена. 11-я, которая не успела ничего пожелать, сказала, что это будет не смерть, а сон, длящийся 300 лет.
Царь, испугавшись этих предсказаний, строго запретил подданным вообще прясть и убрать из царства всё, что связано с прядением. В назначенном возрасте девочка всё-таки уколола до крови палец веретеном и уснула, а с ней царь, царица и все подданные.
Через 300 лет её разбудил поцелуем царевич, а с ней проснулись и все остальные. Царевич женился на царевне, и все жили долго и счастливо.